# Trox frontera
Trox frontera är en skalbaggsart som beskrevs av Patricia Vaurie 1955. Trox frontera ingår i släktet Trox och familjen knotbaggar. Inga underarter finns listade i Catalogue of Life.

## Bildgalleri

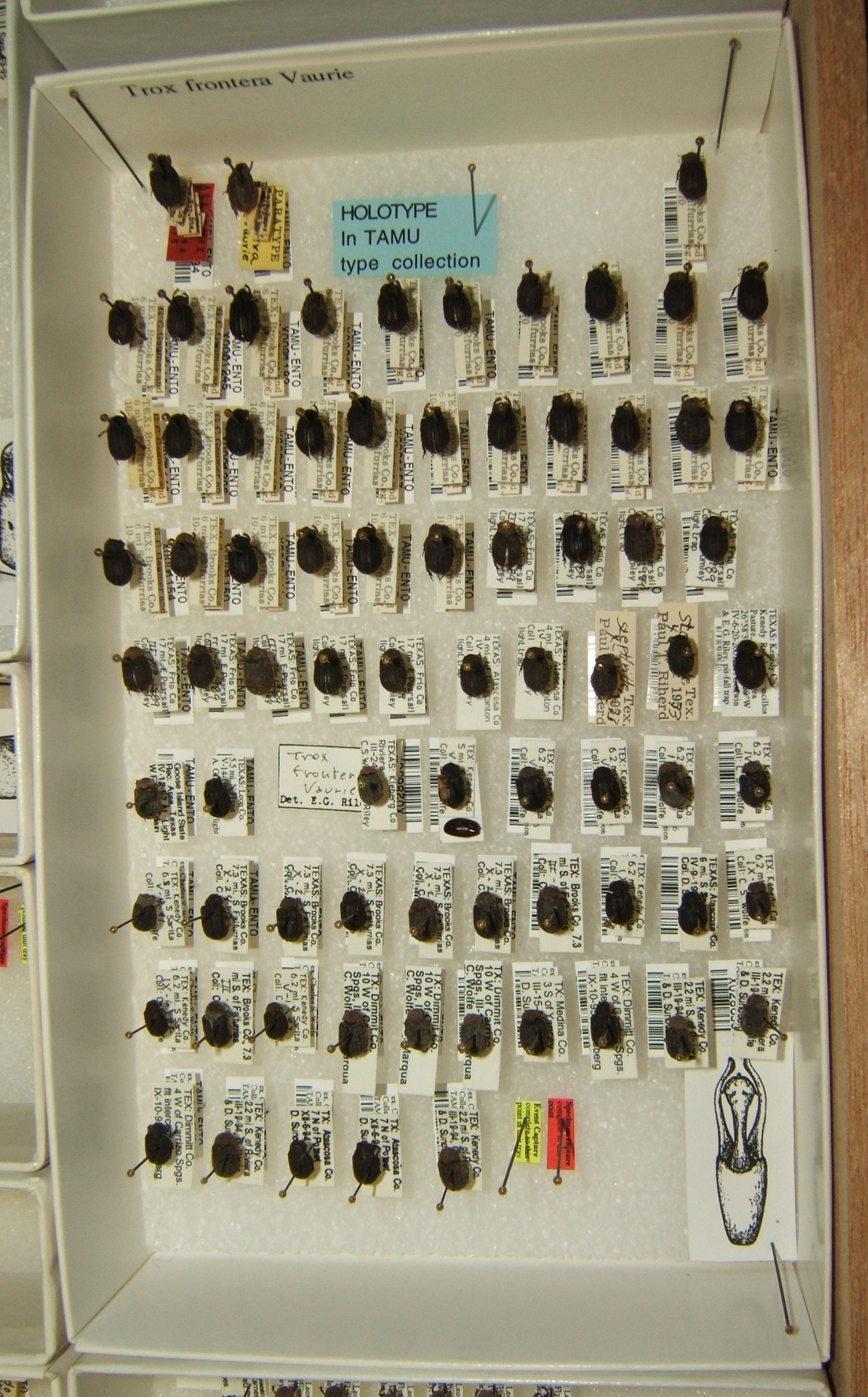